# 박영한 (1959년)
박영한(朴榮漢, 1959년 10월 20일 ~)는 대한민국의 제11대 서울특별시의회 의원이다.

## 학력
- 2009.02 한양대학교 글로벌경영전문대학원 최고경영자과정
- 2009 ~ 2019 세한대학교 소방행정학과 학사
- 2011 ~ 2013 국가평생교육진흥원 사회복지학과 학사
- 2012.12 국제사이버대학교 민간조사 최고전문가과정
- 2013 ~ 2016 단국대학교 행정법무대학원 행정학 석사
- 2013 ~ 2013 단국대학교 행정법무대학원 인.허가 법률전문가과정
- 2017 ~ 2020 동국대학교 대학원 국제다문화학 박사
- 2020.12  동국대학교 다문화사회 전문가 1급

## 경력
- 2025.06 연세대학교 경제대학원 최고경제인과정 수료
- 2009.02 한양대학교 글로벌경영전문대학원 최고경영자과정 수료
- 2009.09 ~ 2015.03 서울중부경찰서 시민경찰6기 부회장
- 2010.01 ~ 서울특별시 중구 태권도협회 부회장
- 2010.03 ~ 2015.12 국민생활체육 전국스케이팅연합회 부회장
- 2010.07 ~ 2011.06 사단법인 국제라이온스협회 354-A지구 서울청룡라이온스클럽 회장
- 2011.01 ~ 2012.12 사단법인 해병대전우회 서울연합회 제9대 중구지회장
- 2011.03 ~ 2022.10 바르게살기운동 중구협의회 부회장
- 2012.02 ~ 2016.04 신당1.2.3동 새마을금고 이사
- 2012.10 ~ 2012.12 민간조사아카데미 민간조사최고전문가과정
- 2012.10 ~ 새누리정치대학원 총동문회 부회장
- 민주평화통일자문회의 중구협의회 운영위원
- 2013.03 ~ 중구 일월조기축구회 고문
- 2013.06 ~ 2016.02 서울중부경찰서 집회시위자문위원회 위원
- 2013.09 ~ 사회복지사 2급
- 2013.11 ~ 2016.02 서울특별시 중구 청각장애인 남산골쉼터 운영위원회 위원
- 2014.01 ~ 사단법인 자연보호중앙연맹 서울특별시 중구협의회 이사
- 2014.01   단국대학교 행정법무대학원 인허가 법률전문가과정
- 2014.03 ~ 2016.02 서울특별시 중구 상공회의소 부회장
- 2015.02 ~ 2016.02 제9대 독도향우회 서울지회장
- 2016.07 ~ 2018.06 제7대 서울특별시 중구의회 의원
- 2016.04 ~ 2016.06 제7대 서울특별시 중구의회 전반기 복지건설위원회 위원
- 2016.04 ~ 2016.06 제7대 서울특별시 중구의회 전반기 예산결산특별위원회 위원
- 2016.04 ~ 2016.06 제7대 서울특별시 중구의회 구민회관매각특별위원회 위원
- 2016.07 ~ 2018.06 제7대 서울특별시 중구의회 후반기 의회운영위원회 위원장
- 2016.07 ~ 2018.06 제7대 서울특별시 중구의회 후반기 예산결산특별위원회 위원
- 2017.01 ~ 사단법인 자연보호중앙연맹 이사
- 2017.04 ~ 서울특별시 중구 산악연맹 고문
- 2017.04 ~ 2020.03 남산골쉼터 운영위원회 위원
- 2018.07 ~ 민주평화통일자문회의 자문위원
- 2018.07 ~ 2022.06 제8대 서울특별시 중구의회 의원
- 2018.07 ~ 2020.07 제8대 서울특별시 중구의회 전반기 복지건설위원회 위원
- 2018.07 ~ 2020.07 제8대 서울특별시 중구의회 전반기 윤리특별위원회 위원장
- 2018.07 ~ 2020.07 제8대 서울특별시 중구의회 전반기 예산결산특별위원회 위원장
- 2019.09 ~ 자유한국당 중앙위원회 천주교분과 부위원장
- 2020.07 ~ 2022.06 제8대 서울특별시 중구의회 후반기 의회운영위원회 위원
- 2020.07 ~ 2022.06 제8대 서울특별시 중구의회 후반기 행정보건위원회 위원장
- 2020.07 ~ 2022.06 제8대 서울특별시 중구의회 후반기 예산결산특별위원회 위원
- 2020.12 ~ 동국대학교 [다문화사회 전문가 1급]
- 2020.12 ~ 한국이민재단 다문화사회 전문가(제KISF-다문화-20-2555호) 1급
- 2022.01 ~ 국민의 힘 제20대 대통령선거 윤석열후보 중앙선거대책위원회 조직통합본부 지방자치위원장
- 2022.07 ~ 제11대 서울특별시의회 의원
- 2022.07 ~ 2024.07 서울특별시의회 도시계획균형위원회 위원
- 2022.08 ~ 2024.08 서울특별시 도시계획위원회 심의 위원
- 2022.08 ~ 2024.08 서울특별시 도시건축공동위원회 심의 위원
- 2022.03 ~ 중구 중림조기축구회 명예고문
- 2022.10 ~ 바르게살기운동 중구협의회 자문위원
- 2023.07 ~ 2023.12 서울특별시의회 부동산대책 및 주거복지 특별위원회 위원
- 2023.07 ~ 2024.08 서울특별시의회 예산결산특별위원회 위원
- 2023.09 ~ 서울특별시 도시재생위원회 위원
- 2023.09 ~ 서울특별시 시장정비사업심의위원회 위원
- 2023.11 ~ 2024.11 서울특별시의회 정책위원회 위원
- 2024.07 ~ 서울특별시의회 행정자치위원회 위원
- 2024.10 ~ 서울특별시 공무원 주거안정기금운용 심의위원회 위원
- 2024.11 ~ 서울특별시의회 예산정책위원회 위원
- 2024.12 ~ 중구 신현조기축구회 명예고문
- 2025.02 ~ 국민의힘 중구성동구을협의회 '시니어위원회' 위원장

## 수상
- 2008 서울중구신문사 2007 올해의 중구인 경제 부문
- 2009 제7회 대한민국 서예문인화대전 입선
- 2009 제45회 전라남도 미술대전 입선
- 2009 제7회 대한민국 아카데미 미술대전 특선
- 2009 세계미술협회 일본 오사카 공모전 특선
- 2009 제11회 대한민국 서예술대전 입선
- 2009 서울특별시 재향군인회 회장 표창
- 2009 한나라당 대표최고위원 표창
- 2010 제31회 대한민국 현대미술대전 특선
- 2010 제8회 대한민국 서예문인화대전 특선
- 2012 국제사이버대학교총장 표창
- 2014 단국대학교 총장 표창
- 2015 제12회 대한민국 통일문화제 사회봉사대상
- 2016 단국대학교 총장 표창
- 2017 서울특별시 구의회 의장협의회 지방의정 대상
- 2017 JJC지방자치TV선정 대한민국 지방의회 의정 대상
- 2018 환경부장관 표창
- 2019 자유한국당 사무총장 표창
- 2020 서울특별시 구의회 의장협의회 지방의정대상
- 2022 한국언론연대 제1회 의정대상 광역의회 우수상
- 2023 도전한국인본부 도전한국인상
- 2023 (사)한국선진교통문화연합회 2023선진교통문화 의정 대상
- 2023 한류문화시상식조직위원회 한류문화대상시상식 지방의정부문 대상
- 2023 서울 WATCH 시민의정감시단선정 2023서울특별시 행정사무감사 의정활동 우수의원
- 2023 대한민국시도의회 의장협의회 제14회 우수 의정 대상
- 2024 2024쿠키뉴스 선정 지방자치단체 우수 의정 대상
- 2024 경찰청장 제79주년 경찰의 날 감사장
- 2024 장충초등학교 교육환경 발전기여 감사패 수상
- 2024  제5회 K-컬쳐나눔봉사공헌대상 조직위원회 의정활동 나눔봉사공헌대상
- 2024 장충초등학교 교육환경 발전기여 감사패 수상
- 2025 봉래초등학교 교육환경 발전기여 감사패 수상

## 역대 선거 결과
|  | 7.21% |

|  | 18.00% |

|  | 42.56% |

|  | 29.52% |

|  | 55.03% |